# Aulagromyza metaplecicola
Aulagromyza metaplecicola är en tvåvingeart som först beskrevs av Mitsuhiro Sasakawa 1961.  Aulagromyza metaplecicola ingår i släktet Aulagromyza och familjen minerarflugor. Inga underarter finns listade i Catalogue of Life.